# Agni (Automarke)
Agni war eine brasilianische Automarke.

## Markengeschichte
Ein Unternehmen aus São Paulo begann in den 1980er Jahren mit der Produktion von Automobilen. Der Markenname lautete Agni. In den 1990er Jahren endete die Produktion.

## Fahrzeuge
Das Modell Bug war ein VW-Buggy. Er basierte auf einem gekürzten Fahrgestell von Volkswagen do Brasil mit Heckmotor. Der originale Vierzylinder-Boxermotor trieb das Fahrzeug an. Auffallend waren die vier runden Scheinwerfer an der Fahrzeugfront.
Der MG war die Nachbildung des MG TD aus den 1950er Jahren. Sein VW-Fahrgestell wurde nicht gekürzt. Lafer Indústria e Comércio hatte mit dem MP Lafer ein ähnliches Fahrzeug im Sortiment.